# Bruno Roy (écrivain)
Pour les articles homonymes, voir Roy et Bruno Roy.
Bruno Roy (né le 16 février 1943 - mort la nuit du 6 janvier 2010) est un écrivain, un professeur et un poète québécois.

## Biographie

### Enfance et formation académique
Bruno Roy est né le 16 février 1943. Il fut abandonné dès la naissance et confié aux soins de l'État. Il est placé à la Crèche de l'Hôpital de la Miséricorde à Montréal,.
Deux ans plus tard, il est envoyé à la Crèche St-Paul à Montréal pour une période de cinq ans.
En 1950, alors âgé de 7 ans, on l'envoie au Mont-Providence. C'était un institut médico-pédagogique fondé à l'origine pour accueillir les orphelins dits éducables. Cependant, quatre ans plus tard, l'institut change d'orientation et devient un hôpital psychiatrique. Tous les orphelins qui s'y trouvaient sont déclarés « malade mental »,, ce qui implique qu'ils ne recevront plus d'instruction et seront utilisés comme main-d'œuvre pour aider les patients. Bruno Roy fera partie des centaines d'orphelins privés d'éducation et faussement étiquetés de « malade mental » parce que les communautés religieuses recevaient plus de subventions pour un malade mental que pour un orphelin. Tous ces orphelins seront baptisés Orphelins de Duplessis car cela coïncide avec l'époque où Maurice Duplessis était premier ministre du Québec.
En 1958, il est transféré à l'orphelinat St-Georges de Joliette, institut dirigé par les Clercs de St-Viateur, grâce à l'intervention de Sœur Olive-des-Anges et de l'aumônier de l'orphelinat. Bruno Roy y complétera ses quatrième, cinquième et sixième années. En 1959, il complétera sa septième année et en 1960, il complétera ses huitième et neuvième années.
De 1960 à 1963, Bruno Roy fréquente le collège Louis-Querbes de Berthier (institution dirigé par les Clercs de Saint-Viateur) où il réussit avec succès sa dixième et onzième années. (Belles Lettres).
Après avoir travaillé dans des petits emplois entre autres à Radio-Canada, Bruno Roy rentre au noviciat des Clercs de Saint-Viateur de Joliette en 1964.
De 1965 à 1969, Bruno Roy fait son école normale chez les Clercs de Saint-Viateur de Rigaud où il obtient son brevet A d'enseignement. En 1969, il obtiendra également son baccalauréat en pédagogie de Université de Montréal,.
En 1976, il devient titulaire d'un baccalauréat en études littéraires de l'Université du Québec à Montréal. En 1981, il obtient une maîtrise en études littéraires de l'Université du Québec à Montréal. Sa thèse de maîtrise s'intitule Partout la poésie pratique d'écriture poétique en classe ,. Et en 1992, il obtient un doctorat en études françaises (littérature) de l'Université de Sherbrooke. Sa thèse de doctorat s'intitule Chanson québécoise : dimension manifestaire et manifestation(s) : (1960-1980) ,.
Bien que l'ayant ignoré pendant plus de cinquante ans, Bruno Roy apprit que son nom était celui de son grand-père maternel donné par sa mère à sa naissance.

### Enseignement

#### Enseignement secondaire
1969-1970 : Bruno Roy enseigne au Collège Champagneur de Rawdon.
1970 : Bruno Roy enseigne à l'Institut des sourds-muets à Montréal,.
1971 : Animateur des loisirs au Collège Beaubois des Frères de St-Gabriel à Pierrefonds.
1972-1974 : Professeur d'histoire, d'écologie et de français en secondaire II au Collège Beaubois à Pierrefonds.
1974-1976 : Professeur de français à l'École secondaire Jean-de-la-Mennais (Frères de l'Éducation Chrétienne) à Montréal.
1976-1993 : Professeur de français au Collège Mont-Saint-Louis en secondaire V.

#### Enseignement collégial
1988-1989 : Professeur de littérature et société québécoise au Collège de Rosemont .
1993-1997 : Professeur de littérature au Collège André-Laurendeau de l'arrondissement Lasalle à Montréal.

#### Enseignement universitaire
1978-1985 : Professeur des cours sur la Musique et la chanson au Québec, Littérature et société, et Littérature québécoise à Université de Montréal.
1985-1992 : Professeur des cours sur la chanson québécoise, Pratiques littéraire I et II, et Immersion et culture québécoise à l'Université du Québec à Montréal.
1987-1989 : Professeur des cours sur la chanson québécoise et la littérature québécoise à l'Éducation permanente de l'Université de Montréal.

### Militantisme
Il militera pour plusieurs causes, dont celle des orphelins de Duplessis ainsi que celle de la défense de la langue française.
Il contribuera à la fondation ou à l'essor de plusieurs sociétés littéraires. Notamment, à Joliette et à Laval.
À compter de 1982, il a occupé plusieurs postes au sein du conseil d’administration de l’Union des écrivaines et écrivains québécois. Il sera président de l'Union des écrivaines et des écrivains québécois de 1987 à 1996, puis de 2000 à 2004.
En mai 1992, il a témoigné à l’émission L’envers de la médaille « un enfant de Duplessis » à Radio-Canada. En janvier 1993, il a témoigné à l’émission Second regard « Les enfants de Duplessis » à Radio-Canada. En 1994, il devient porte-parole et président du Comité des orphelins et orphelines institutionnalisés de Duplessis. Il est coauteur d'une série télévisée sur le sujet des orphelins, intitulée Les Orphelins de Duplessis.
Dans les années 1990, il a également été secrétaire général de la Fédération internationale des écrivains de langue française.
En 1993, il devient le deuxième québécois à recevoir la médaille d'honneur de l'Association des écrivains de la langue française. En 1999, le département des lettres du Collège André-Laurendeau crée un prix littéraire qu'il nomme, en son honneur, le prix Bruno Roy, afin d'encourager la relève littéraire chez les étudiants.
Bruno Roy a également été Président d'honneur du Marathon d'écriture du Collège André-Laurendeau de mars 2001.
Ardent pacifiste et souverainiste convaincu, il était membre de l'association des Artistes pour la Paix dont il était le secrétaire depuis septembre 2009.
En décembre 2009, il subit un accident vasculaire cérébral un peu avant Noël. Il décède la nuit du 6 janvier 2010 à l'âge de 66 ans. Il laisse dans le deuil, en plus de nombreux parents et amis, ses deux filles Isabelle et Catherine. Bruno Roy avait perdu son épouse Luce Michaud en février 2009. Elle partageait sa vie depuis le début des années 1970.
Stanley Péan le considérait comme un père spirituel.

« Je suis un écrivain hors-père. »

— Bruno Roy, 1991

### Essai
- 1977 : Panorama de la chanson québécoise, Leméac
- 1979 : Et cette Amérique chante en québécois, Leméac
- 1984 : Imaginer pour écrire, Nouvelle Optique. Réédité en 1988 en format poche par VLB éditeur dans la collection « Second souffle »
- 1991 : Pouvoir chanter, VLB éditeur
- 1994 : 
  - Mémoire d'asile, Boréal
  - Enseigner la littérature au Québec, XYZ éditeur
- 2002 : Consigner ma naissance, Éditions Trois-Pistoles
- 2003 : Journal dérivé I. La lecture 1974-2000, XYZ éditeur
- 2004 : Naître, c'est se séparer, XYZ éditeur
- 2005 : Journal dérivé II. L'écriture 1972-2000, XYZ éditeur
- 2006 : Journal dérivé III. L'espace public 1970-2000, XYZ éditeur
- 2008 : L'Osstidcho ou le désordre libérateur, XYZ éditeur
- 2009 : 
  - Les cent plus belles chansons québécoises, Fides (illustré par Diane Dufresne)
  - Journal dérivé IV. L'espace privé 1967-2000, XYZ éditeur

### Poésie
- 1984 : Fragments de ville, Arcade
- 1988 : L'envers de l'éveil, Triptyque
- 1992 : Peuple d'occasion, Écrits des Forges
- 1994 : Les racines de l'ombre, XYZ éditeur. Réédité en format poche en 2004 par XYZ éditeur
- 1999 : Les mots conjoints, aphorisme, XYZ éditeur
- 2002 : Le détail de la langue, Écrits des Forges
- 2006 : Tellurique d'amour, Écrits des Forges
- 2008 : Brûlés par la nuit, Écrits des Forges

### Roman
- 1998 : Les calepins de Julien, XYZ éditeur et également aux Éditions Québec-Loisirs et à Production Braille. Réédité en format poche à XYZ éditeur en 2004
- 2001 : Les heures sauvages, XYZ éditeur
- 2004 : L'engagé, XYZ éditeur
- 2007 : N'oublie pas l'été, XYZ éditeur

### En collaboration
- 1989 : Nous reviendrons comme des Nelligan (anthologie de poèmes étudiants), VLB éditeur
- 1997 : Les orphelins de Duplessis, télésérie en quatre épisodes, production Télé-Action, diffusion Société Radio-Canada
- 1997 : Gilles Vigneault, Entre musique et poésie, 40 ans de chansons, choix des textes et présentation de Bruno Roy, Montréal, Bibliothèque québécoise
- 2002 : Georges Dor, Mémoire d'un homme de parole, introduction et choix de textes par Bruno Roy, Fides
- 2002 : La route, l'île et l'été (chansons, musique de Gilles Bélanger), et Ce qu'il faut dire (poème) dans Je marche à toi, de Chloé Sainte-Marie, OCCD9198

Bruno Roy a également écrit de nombreux articles dans les journaux et les revues sur la chanson québécoise, la littérature, le théâtre, l'enseignement, la culture, l'actualité.

## Prix et distinctions
- 1993 : Médaille d'honneur de l'Association des écrivains de langue française (ADELF)[13].
- 1999 : 
  - Prix Condorcet du Mouvement laïque québécois pour sa contribution à la promotion de la laïcité au Québec et à la défense de la liberté de conscience[13].
  - Prix Félix-Antoine-Savard de poésie pour Âmes portagées, une série de poèmes parus dans la revue Arts Sabord[13].
- Finaliste au prix France-Québec/Philippe-Rossillon pour son dernier roman, L’engagé (XYZ Éditeur).
- 2010: Prix d'excellence impératif français

## Homonymie
Bruno Roy (né en 1935) est également le nom d'un professeur à la retraite de la Faculté des arts et des sciences, département des littératures de langue française, de l'Université de Montréal, auteur de plusieurs ouvrages sur le Moyen Âge.